# Japanagromyza paganensis
Japanagromyza paganensis är en tvåvingeart som beskrevs av Spencer 1963. Japanagromyza paganensis ingår i släktet Japanagromyza och familjen minerarflugor.
Artens utbredningsområde är Nordmarianerna. Inga underarter finns listade i Catalogue of Life.